# Joseph Smith den äldre

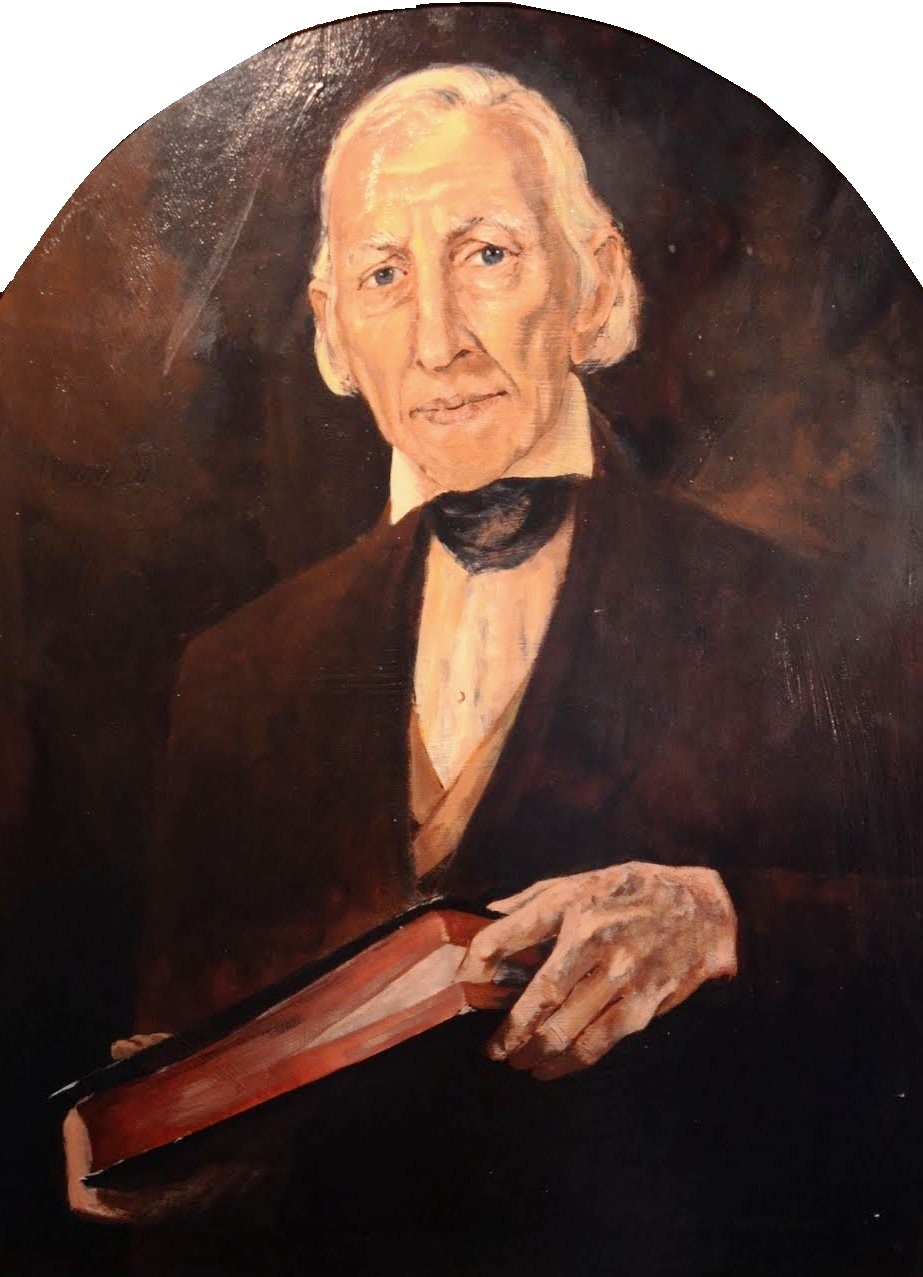

Joseph Smith den äldre, 1771–1840, var far till den Joseph Smith som grundade Jesu Kristi Kyrka av Sista Dagars Heliga. Joseph Smith den äldre var mästare i en frimurarloge i Canandaigua, Ontario County, New York.
Joseph Smith d.ä. föddes den 12 juli 1771 i Topsfield, Massachusetts, som son till Asael Smith och Mary Duty. Vid 24 års ålder gifte han sig med Lucy Mack i Tunbridge, Vermont, den 24 januari 1795. De fick elva barn tillsammans.
En av deras söner, Joseph Smith, började, under 1820-talet, berätta för familjen om graverade guldplåtar innehållande information om forntida invånare i Amerika. I september 1827 sade sonen sig ha kommit i besittning av dessa plåtar, som Smith d.ä. vittnade om att han känt och lyft medan de var invirade i tyg. Under de följande åren dikterade sonen, sittande bakom ett skynke, guldplåtarnas text från reformerad egyptiska till engelska med hjälp av Urim och Tummim, ett slags heliga glasögon som han fått av en ängel. När detta arbete närmade sig sitt slut, underskrev Joseph Smith d.ä. och sju andra personer en vittnesutsaga i vilken man bedyrade att man både hade burit guldplåtarna och sett inskriptionerna på dem.
Detta "Åtta vittnens vittnesbörd" publicerades i första utgåvan av Mormons bok och har funnits med i de flesta av de följande utgåvorna.
Joseph Smith d.ä. döptes som en av sex grundare av Kristi Kyrka när denna organiserades den 6 april 1830 och utsågs också till kyrkans förste Sittande Patriark den 18 december 1833. I denna egenskap satt han ordförande vid rådsmöten i kyrkan, ordinerade andra patriarker och utförde patriarkaliska välsignelser. Den 6 december 1834 utsågs Smith d.ä. också till biträdande president inom kyrkan.
Familjen Smith flyttade 1838 till Far West, Missouri och 1839 till Nauvoo, Illinois där kyrkans nya högkvarter inrättades. Döende samlade Smith d.ä. året därpå familjen omkring sig för att utdela patriarkaliska välsignelser. Han välsignade bland annat sin äldste överlevande son Hyrum Smith och överlät till denne att efterträda honom som Sittande Patriark. 
Joseph Smith d.ä. dog den 14 september 1840. 

## Fotnoter
1. ↑  Det finns exempel på semitiska och andra språk som skrivits med hjälp av förändrade eller reformerade egyptiska script, exempelvis med demotisk skrift ”Arkiverade kopian”. Arkiverad från originalet den 27 september 2007. https://web.archive.org/web/20070927225939/http://www.lightplanet.com/mormons/response/bom/Reformed_Egyptian.htm. Läst 17 september 2007.